# 山元町町民バス

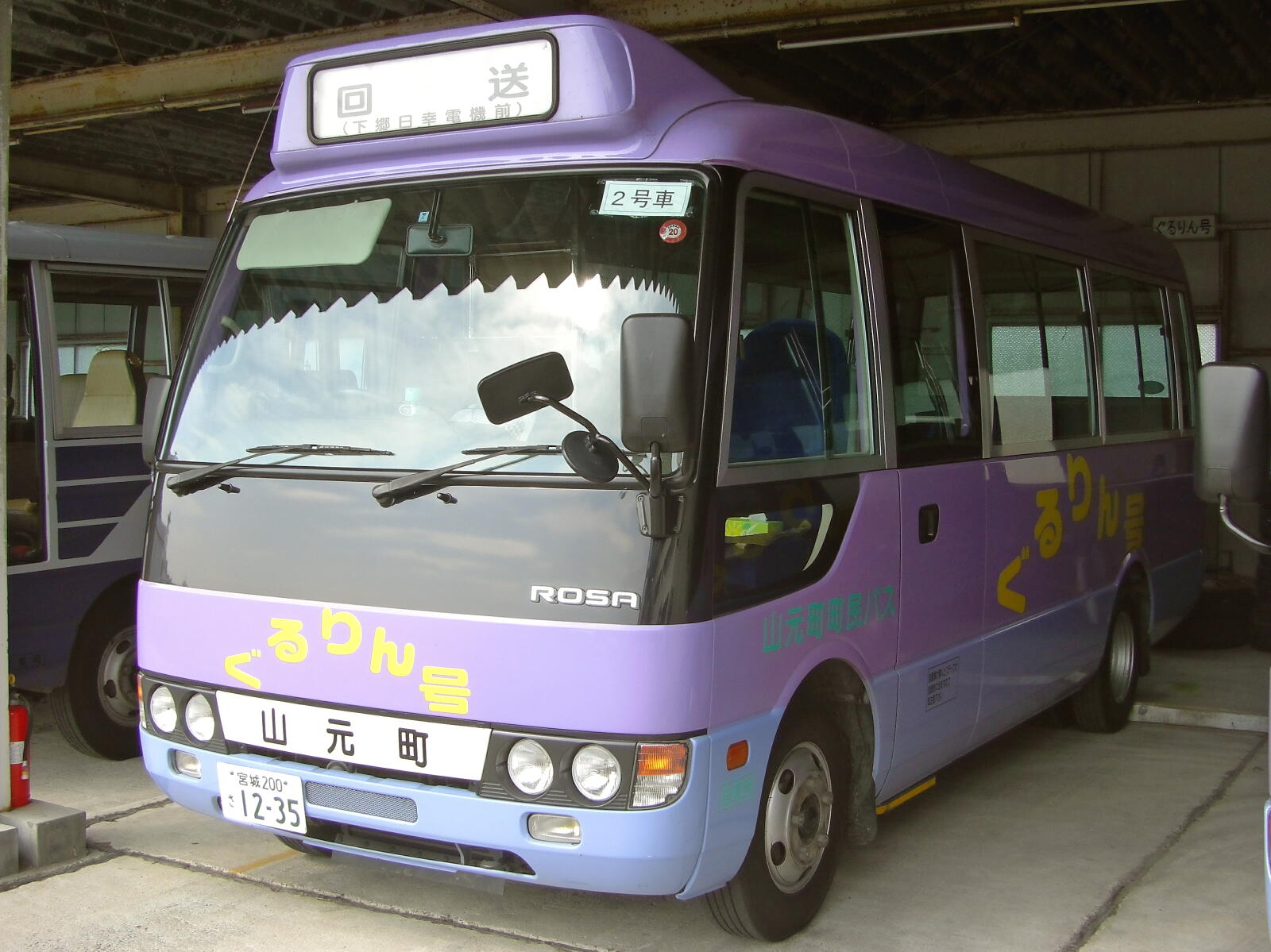
ぐるりん号

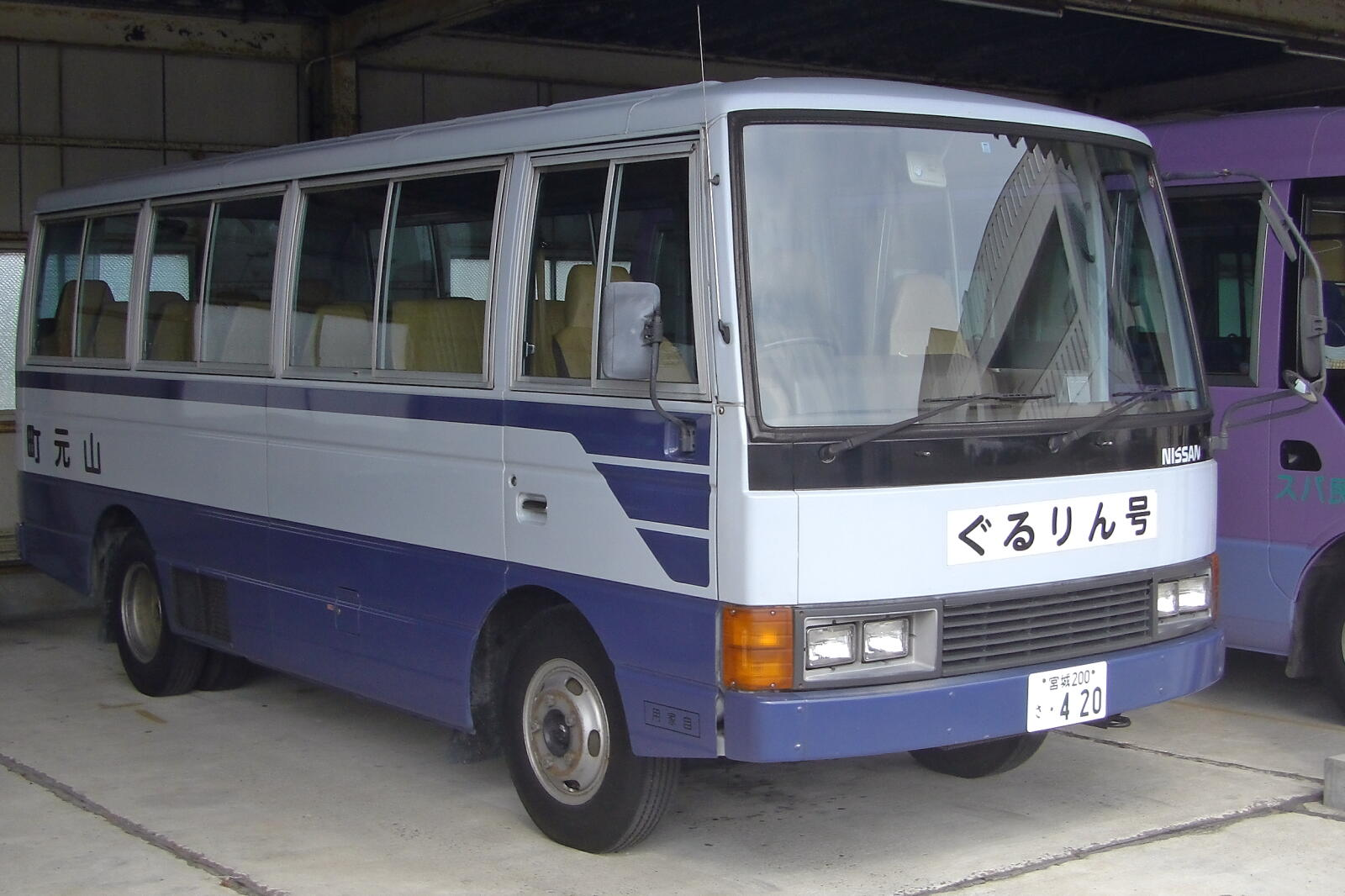
ぐるりん号予備車

山元町営バス（やまもとちょうえいバス）は、宮城県亘理郡山元町が運営する公営のバスでコミュニティバスの一種である。
運行形態は、自家用自動車（白ナンバー車）による有償運送である。現在は運行を山元町ハイタク連絡協議会に委託している（2017年3月末まではタケヤ交通に委託していた）。

## 概要
山元町営バスの運転エリアは山元町全域と、亘理町南部の一部である。名称は「ぐるりん号」。主に山元町内の国立病院機構宮城病院への通院や、地元の小学生の通学などに利用されている。

## 沿革
- 1999年（平成11年）4月1日 - 運行開始。
- 2009年（平成21年）4月1日 - 運賃変更、土曜日の運賃を無料化など。
- 2013年（平成25年）3月16日 - 常磐線の浜吉田駅 - 亘理駅間の運転再開に伴い路線を変更。
- 2016年（平成28年）12月10日 - 常磐線の山下駅・坂元駅の営業再開に伴い、両駅を経由するルートに変更。浜吉田駅直行バスの運行を終了。
- 2017年（平成29年）4月1日 - 路線を再編。運賃を有料化。あわせてデマンド型乗合タクシーの運行も開始[1]。

## 現行路線
2017年4月1日現在。
- 北部線
- 中部線
- 南部線

### かつての路線
- 浜吉田・花釜線
- 八手庭・山寺線
- 高瀬・太陽ニュータウン線
- 上平線
- 久保間・中山線
- つばめ北線
- 東街道南線
- 海岸北線
- 海岸南線
- 東街道北線
- つばめ南線
- 浜吉田駅直行バス（浜吉田駅 - 坂元駅）[2]

すべてのバス路線は山元町役場を中心として運転されており、山元町役場で路線同士の乗換えが可能である。また町内に設置されているJR常磐線の2つの駅（山下駅・坂元駅）と、亘理町内の常磐線浜吉田駅で列車と接続している。また、一部路線で隣接する亘理町内を通過する。なお全便で日曜日・祝日は運休となる。

## 車両
町が所有する中型バス2台によって運行されており、ラベンダー色を基調とした車体には大きく「ぐるりん号」と表記されている。また、まれに車両の整備などの都合によって、町所有のマイクロバスによって運行される場合もある。

## 運賃・乗車方法
普通運賃は乗車区間にかかわらず一乗車大人200円、小中学生100円、未就学児無料であり、乗車時か下車時に運転席脇に設けられている運賃箱に規定運賃を投入する。また乗車11回分の回数券が大人2,000円（小中学生1,000円）で発売されているほか、1ヶ月、3ヶ月、6ヶ月の各定期乗車券も発売されている。定期乗車券は山元町役場（町民生活課）と坂元支所で購入が可能である。
また前述の路線同士を乗り継ぐ場合、乗務員に申し出れば無料で乗継券の発券をうけられた。乗継券を所持している場合乗り継いだ先のバス料金は必要なかった。
2009年4月1日より、土曜日の運賃が無料化され、その他の曜日では、満75歳以上の運賃が100円に値下げされた。なお、東日本大震災後は減免措置により運賃が無料となっていたが、2017年4月1日より有料化されている。

## 町民の認知度
使用状況は決して芳しいものとはいえないが、ほとんどの町民がその独特のカラーリングの効果などもあり「ぐるりん号」を認知している。1999年にはぐるりん号をメインテーマとした楽曲、「ぐるりん号ラプソティー」が地元のミュージシャン「ヤマドリ」からリリースされ、民放2社とNHKのテレビ放送などでも紹介された。